# Bouikni
Bouikni est un village algérien situé en Kabylie dans la Wilaya de Béjaïa, moitié dans la commune de Seddouk moitié dans la commune de Beni Maouche. 

## Hameaux du village
Le village est constitué de cinq petits hameaux : Bouikni, Ighil Ouchekrid, Tagoulmimt, Tahamalt, Tighilt Oumetchim.
- Bouikni est le hameau le plus ancien[réf. nécessaire] où se trouve essentiellement la grande mosquée ainsi que le cimetière principal.
- Ighil Ouchekrid est le hameau le plus isolé, le plus écarté. Il est aujourd'hui quasiment déserté, la majorité de ses habitants a déménagé à Seddouk[réf. nécessaire].
- Tagoulmimt est le hameau le plus peuplé de Bouikni. Il est situé au cœur des cinq hameaux. Il est connu par ses nombreuses constructions toutes neuves.
- Tahamalt est le hameau où se trouve l'école primaire "Chambrek Salah".
- Tighilt Oumetchim est le hameau le plus bas de Bouikni, limitrophe de Tassifth.

## Signification du toponyme
La traduction du mot "Bouikni" en français donne "région ou endroit incliné(e)". Cette appellation est due probablement à son emplacement géographique car le village est situé juste au-dessous du mont d'Achtoug.